# Józef Kołodziej
Józef Kołodziej, ps. Wichura (ur. 25 czerwca 1921 w Bierach, zm. 31 grudnia 1946 w Katowicach) – polski dowódca wojskowy, podporucznik Narodowych Sił Zbrojnych, żołnierz wyklęty.

## Biografia
Józef Kołodziej urodził się w Bierach na Śląsku Cieszyńskim 25 czerwca 1921 roku. W czerwcu 1945 wstąpił do Narodowych Sił Zbrojnych. Był w oddziale partyzanckim kpt. Henryka Flamego „Bartka”. Brał udział w akcjach zbrojnych. Wziął udział w defiladzie oddziałów „Bartka” w Wiśle 3 maja 1946 roku. W maju 1946 roku mianowano go dowódcą drużyny Pogotowia Akcji Specjalnych o kryptonimie „Błyskawica”. Udanie prowadził misje gromadzenia oddziałów leśnych w Beskidach. Koordynował przerzut żołnierzy NSZ na Zachód w ramach operacji „Lawina” we wrześniu 1946 roku. Aresztowano go w Chorzowie w październiku 1946 roku. Wojskowy Sąd Rejonowy w Katowicach w składzie – Julian Giemborek, Wiktor Altschueler i Wacław Cegiełka – na sesji wyjazdowej w Będzinie skazał ppor. Kołodzieja na karę śmierci 14 grudnia 1946 roku. Wyrok wykonano w więzieniu w Katowicach 31 grudnia 1946 roku. Ciało zostało skrycie pochowane na cmentarzu przy ul. Panewnickiej w Katowicach. Ekshumowano je we wrześniu 2017 roku podczas prac poszukiwawczych prowadzonych przez Instytut Pamięci Narodowej.
Pogrzeb ppor. Józefa Kołodzieja odbył się na cmentarzu przy ul. Mikołaja Kopernika w Czechowicach-Dziedzicach 25 czerwca 2021 roku. W uroczystościach wziął udział wiceprezes IPN prof. Krzysztof Szwagrzyk. Dowódca odznaczony został pośmiertnie Krzyżem Oficerskim Orderu Odrodzenia Polski.

## Ordery i odznaczenia
- Krzyż Oficerski Orderu Odrodzenia Polski (1 marca 2017, pośmiertnie)[4]